# Carrie Babcock Sherman

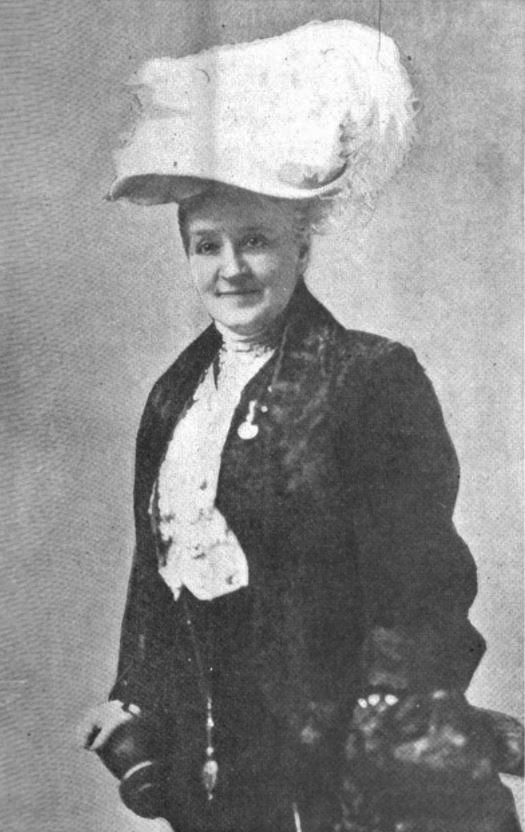
Carrie Babcock Sherman (um 1909)

Carrie Babcock Sherman (* 16. November 1856; † 5. Oktober 1931 in Utica, New York) war als Ehefrau von James S. Sherman (1855–1912) von 1909 bis zum Tod ihres Ehemannes Second Lady der Vereinigten Staaten.

## Leben
Carrie Babcock wurde am 16. November 1856 geboren. Sie hatte mehrere Geschwister, stammte aus East Orange im Bundesstaat New Jersey und war eine Tochter des bekannten Anwaltes Lewis H. Babcock und eine Enkelin des in der  Schlacht von Gettysburg gefallenen Generals und Politikers Eliakim Sherrill. Sie besuchte in Utica, New York, eine private Schule, unter anderem gemeinsam mit James S. Sherman, den sie am 26. Januar 1881 heiratete. Das Ehepaar gehörte der niederländisch-reformierten Kirche an und wurde Eltern dreier Kinder, die allesamt unternehmerisch tätig wurden. James Sherman schlug nach der Heirat eine politische Karriere ein: vom Bürgermeister von Utica über einen Sitz im Repräsentantenhaus der Vereinigten Staaten bis hin zum US-Vizepräsidenten unter William Howard Taft, einen Posten, für den er am 4. März 1909 vereidigt wurde. Als erste Second Lady der Geschichte begleitete Carrie Babcock Sherman ihren Ehemann während der traditionellen Parade im Rahmen der Amtseinführung des Präsidenten der Vereinigten Staaten.
Währenddessen kümmerte sich Carrie Babcock Sherman zunächst vorrangig um die Erziehung der Kinder und die Haushaltsführung. Im Laufe der Zeit widmete sie sich dann verstärkt dem Gesellschaftsleben. Während des Spanisch-Amerikanischen Krieges 1898 stand sie der New Yorker Woman’s War Relief Society vor. Zudem war sie Vorstandsmitglied des St Luke’s Hospital. Zusammen mit anderen Ehefrauen von Kongressmitgliedern gründete sie den Congressional Club als Vereinigung der Ehefrauen der Mitglieder von Senat und Repräsentantenhaus. Babcock Sherman war bekannt für ihre vornehme Art und galt als beispielhafte viktorianischen Dame. Nach dem Tod ihres Ehemannes im Amt 1912 erbte sie sein gesamtes Vermögen. Anfang der 1920er erlitt sie bei einer von Florence Harding ausgerichteten Veranstaltung einen Herzinfarkt und schränkte danach ihre Aktivitäten ein. 1930 erlitt sie während eines Aufenthalts im Washingtoner Willard Hotel einen Schlaganfall. Sie starb am 5. Oktober 1931 auf ihrem Anwesen in Utica im Alter von 74 Jahren an einer Herzkrankheit und hinterließ ihre drei Söhne sowie zwei Geschwister. Zwei Tage später fand auf ihrem Anwesen ein von Edward H. Coley, Bischof der Episkopalkirche der Vereinigten Staaten, geleiteter Gedenkgottesdienst statt. Sie wurde neben ihrem Ehemann auf dem Forest Hill Cemetery in Utica beigesetzt.